# 俄罗斯苏维埃联邦社会主义共和国人民画家
俄罗斯苏维埃联邦社会主义共和国人民画家（俄语：Народный художник РСФСР），简称“苏俄人民画家”，是苏联时期俄罗斯苏维埃加盟国授予美术工作者的一个荣誉称号。

## 历史
“苏俄人民画家”的称号由1943年7月16日根据俄罗斯苏维埃联邦社会主义共和国最高苏维埃主席团的法令设立。授予为苏俄美术事业做出突出贡献，并获得广泛公众认可的人士。接受此称号的对象包括广大的视觉艺术工作者，他们在写生、雕塑、线条画、宏伟艺术、实用装饰艺术、戏曲艺术、电影装饰艺术以及培养青年画家的发展中做出特别贡献。通常会在授予“俄罗斯苏维埃联邦社会主义共和国功勋画家”荣誉称号的5年后授予该称号。
1992年，在经历苏联解体后，“俄罗斯苏维埃联邦社会主义共和国”更改国号为“俄罗斯联邦”，该荣誉称号被“俄罗斯联邦人民画家”所取代。